# Van der Straten (Belgisch adelsgeslacht)

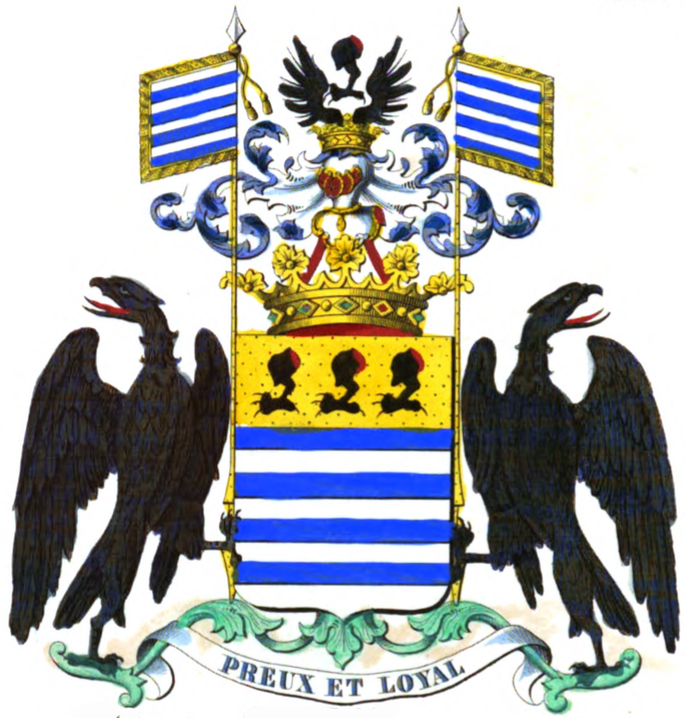
Wapen van de familie van der Straten

Van der Straten is een Zuid-Nederlandse adellijke familie, heren van Wallay, Waillet en Ponthoz.

## Geschiedenis
Charles Fortuné van der Straten Waillet (1703-1759), heer van Waillet, Ponthoz en Wallay, was getrouwd met Marie de Brialmont (1715-1787).
Ze hadden twee zoons:
- Graaf Charles François van der Straten (1734-1791), heer van Waillet, du Mont, Frenoy en Ponthoz, die trouwde met Elisabeth d'Everlange de Witry (1746-1777). Ze hadden twee zoons, Alexandre en Louis, die na 1815 opnieuw de adellijke status aannamen.
- Antoine van der Straten (1742-1811), heer van Wallay, die trouwde met Charlotte De Nieulant et de Pottelsberghe (1765-1816). Ze hadden twee zoons, François en Adrien, die na 1815 opnieuw de adellijke status aannamen.

De familie telde talrijke kroostrijke gezinnen. Hiervan getuigen de circa 40 bladzijden genealogie aan deze families gewijd in de État présent de la noblesse belge (1999) over de periode 1816-1999 en de 35 bladzijden (met weglaten van uitgedoofde takken) in de État présent de la noblesse belge (2013) over de periode 1816-2013. De fertiliteit was niet gelijkmatig verspreid: de takken van der Straten Wallay doofden bijna onmiddellijk uit, de tak Ponthoz is in beperkte mate voortgezet en vooral de familie Van der Straten Waillet heeft zich uitgebreid voortgeplant.

## Alexandre van der Straten Waillet
- Charles Joseph Alexandre van der Straten (Clavier-Ponthoz, 29 november 1767 - Waillet, 24 april 1826) trouwde in 1795 met Charlotte de Pouilly (1770-1809). Met haar had hij acht kinderen. Hij hertrouwde in 1813 met Marie-Henriette van Eyll (1779-1829), met wie hij twee kinderen had. Onder het ancien régime was hij heer van Waillet, du Mont enz., pair van het graafschap Rochefort en lid van de Tweede stand ('état noble') van de Staten van Henegouwen. In de Franse tijd werd hij maire van Waillet. Onder het Verenigd Koninkrijk der Nederlanden was hij lid van de Provinciale Staten van Henegouwen. In 1816 werd hij erkend in de erfelijke adel, met de persoonlijke titel baron en benoemd in de Ridderschap van de provincie Namen.
  - Henri van der Straten Waillet (1804-1853) was de enige van de acht kinderen uit het eerste huwelijk die niet vroeg overleed of ongetrouwd bleef. Hij huwde met Marie-Louise de Bex (1801-1865) en ze kregen acht kinderen, onder wie vier zoons die voor nazaten zorgden. Hij werd burgemeester van Waillet en kreeg toekenning van de titel baron, overdraagbaar op alle afstammelingen.
    - Henri van der Straten Waillet (1831-1914) kreeg in 1868 de titel graaf, overdraagbaar bij eerstgeboorte. Hij trouwde in 1872 met Amélie Delcour (1848-1938). Ze emigreerden naar Californië, waar hun acht kinderen geboren werden en Amerikaans staatsburger werden. De enige zoon onder hen die trouwde, bleef kinderloos.
    - Louis van der Straten (1836-1915), cavalerieofficier, trouwde met barones Adolphine de Roisin (1836-1918). Ze hadden vijf kinderen, waaronder een achterkleinzoon en zijn zoon die de naam verder zetten, tot heden.
    - Pierre van der Straten (1840-1892), cavalerieofficier, trouwde met Isabelle d'Aspremont Lynden (1855-1936). Ze hadden een zoon en twee dochters. De zoon had zes dochters, waarna deze familietak is uitgedoofd.
    - Charles-Fortuné van der Straten (1845-1909), werd Pauselijk Zoeaaf. Hij was provincieraadslid voor Namen en burgemeester van Waillet. Hij trouwde met Marie-Sophie de Brouchoven de Bergeyck (1850-1877), vervolgens met haar zus Louise de Brouchoven de Bergeyck (1842-1900) en ten slotte met Marie-Antoinette de Roest d'Alkemade. Uit het eerste huwelijk sproten drie kinderen, uit het tweede drie kinderen en uit het derde twee kinderen. Zes waren zoons, die voor een uitgebreid nageslacht hebben gezorgd.
      - Alphonse van der Straten-Waillet (1884-1964) was burgemeester van Westmalle. Hij trouwde met Irène Bosschaert de Bouwel (1885-1971) en ze hadden acht kinderen, onder wie drie zoons, met afstammelingen tot heden. 
        - François-Xavier van der Straten-Waillet (1910-1998), was minister, partijvoorzitter en ambassadeur. Hij trouwde met Marie-Thérèse Moretus Plantin de Bouchout (1912-2004). Ze kregen zes kinderen en hebben een talrijk nageslacht.
        - Michel van der Straten-Waillet (1912-1994), was burgemeester van Westmalle en daarna van Malle. Hij trouwde met Myriam de Jonghe d’Ardoye (1917). Ze kregen zes kinderen en hebben een talrijk nageslacht.

## Louis van der Straten Ponthoz

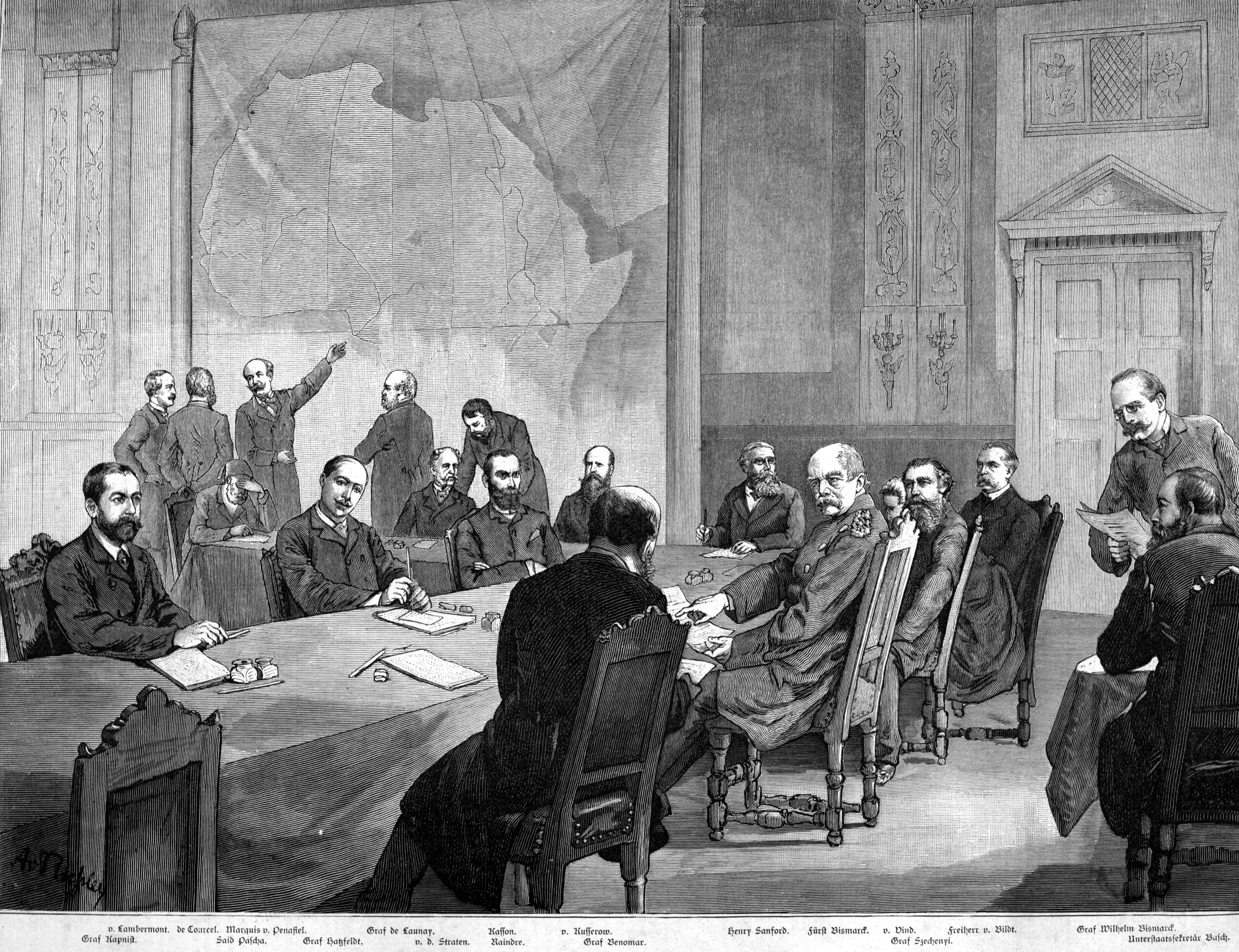
Gabriel van der Straten Ponthoz nam deel aan de Conferentie van Berlijn in 1884

- Louis Marie Hyacinthe Joseph van der Straten (Clavier-Ponthoz, 28 mei 1775 - 7 augustus 1844) werd in 1816, ten tijde van het Verenigd Koninkrijk der Nederlanden, erkend in de erfelijke adel. In 1839 kreeg hij de titel baron, overdraagbaar op alle afstammelingen en in 1840 de titel graaf, overdraagbaar bij eerstgeboorte. Hij trouwde met Gabrielle de Laittres (1786-1871) en ze kregen acht kinderen, met afstammelingen tot heden.
  - Theodore Joseph van der Straten Ponthoz (1809-1889) was gevolmachtigd minister en grootmaarschalk van het hof. Hij trouwde met gravin Valerie de Beaufort-Spontin (1811-1887) en zijn titel werd in 1848 overdraagbaar op al zijn mannelijke afstammelingen.
  - Gabriel-Auguste van der Straten Ponthoz (1812-1900) was gevolmachtigd minister en nam deel aan de Conferentie van Berlijn in 1884-1885, die de beslissing nam tot de oprichting van de Vrijstaat Congo. Hij bleef vrijgezel. In 1848 verkreeg hij, zoals zijn broers, de titel graaf, overdraagbaar op alle afstammelingen.
  - Ignace van der Straten Ponthoz (1814-1899), generaal-majoor en vleugeladjudant van de koning, trouwde met Armande de Biolley (1824-1885). Met afstammelingen tot heden. Een van zijn afstammelingen lag aan de oorsprong van de Coupe Van der Straten-Ponthoz, die vanaf 1900 de inzet was van een eerste jaarlijks internationaal voetbaltoernooi. De beker werd in 1908 voor de derde maal en derhalve definitief gewonnen door Union Saint-Gilloise. Een dispuut over beslissingen van een arbiter tijdens de bekerwedstrijden in 1901 en de noodzaak die gevoeld werd voor een internationaal beslissingsorgaan, lag aan de oorsprong van de stichting in 1904 van de FIFA.
    - Graaf Charles (Carl) van der Sraten Ponthoz (1849-1927) trouwde met Marie Doffegnies (1859-1939).
      - Graaf Hyacinthe Robert van der Straten Ponthoz (Brussel, 12 september 1879 - Buenos Aires, 20 maart 1962) trouwde met Enriqueta Devoto Guillon (Buenos Aires, 1892 - 1971). Hij was Belgisch diplomaat en werd ambassadeur, onder meer in de Verenigde Staten (1934-1945). Ze kregen vijf kinderen, van wie afstammelingen tot op heden in Argentinië.
      - Graaf Etienne van der Straten Ponthoz (1882-1965) trouwde met barones Marthe de Mévius (1885-1955), van wie afstammelingen tot heden in België.
      - Graaf Roger van der Straten Ponthoz (1888-1972) trouwde met Paule Misonne (1886-1984), van wie afstammelingen tot heden in België.

## François van der Straten de Wallay
François Joseph Hubert Bernard Charles Antoine van der Straten de Wallay (Ohey, 27 november 1791 - 2 april 1869) werd in 1816 erkend in de erfelijke adel met de persoonlijke titel baron en benoemd in de Ridderschap van de provincie Namen. Hij bleef vrijgezel.

## Adrien van der Straten de Wallay
Adrien Joseph Guillaume Dieudonné van der Straten de Wallay (Ohey, 6 september 1797 - Nassogne, 9 november 1867) was inspecteur-generaal van Waters en Bossen. In 1843 verkreeg hij erkenning van erfelijke adel met de titel baron, overdraagbaar op alle afstammelingen. Hij trouwde in 1834 met Caroline de Woot de Trixhe (1802-1874). Ze kregen een enige dochter.